# زیگزاگ توقف ممنوع
زیگزاگ توقف ممنوع جزء علامت‌های روکش جاده‌ای است. توقف در این محدوده ممنوع می‌باشد. این نشان در ایران نیز رایج است. این روکش و خطوط را معمولاً در محل عبور عابرین پیاده یا جلوی بیمارستان‌ها و ایستگاه‌های اتوبوس ترسیم می‌کنند.